# 宇宙与人
《宇宙与人》是2000年上映的一部科教片，由北京科学教育电影制片厂、电影频道节目制作中心联合摄制。

## 简介
《宇宙与人》是中国第一部电脑特技科教影片，具有较强的观赏性。该片长约一小时，导演为忻迎一。

## 主要内容
影片科学地阐释了宇宙诞生、生命起源、人类起源、外星世界、恐龙灭绝等奥秘，生动展现了人类在认识宇宙过程中勇于探索的精神和智慧。

## 评价
影片邀请何祚庥、吴心智等六位中科院院士、专家任科学顾问，具备一定的科学素养。该片的上映，对宣传科学理论、倡导科学精神，唤醒人们热爱科学、热爱地球、热爱生命都具有重要意义。该片获得中国国内外数项电影奖，在部分地区上映后引起强烈反响。
影片通过先进的计算机三维制作技术和数码立体声录音技术，使枯燥的科学理论成功地与电影的观赏性实现了有机结合。